# N,N-diethylaniline
N,N-diethylanilin (DEA) là 1 amin bậc 3, gồm 1 nguyên tử N gắn với 2 nhóm ethyl và vòng benzen. Nó là một chất lỏng không màu nhưng các mẫu thương mại thường có màu vàng. Nó là tiền thân của một số thuốc nhuộm và các sản phẩm thương mại khác.

## Sản xuất
DEA được sản xuất bằng cách cho ethanol tác dụng với anilin:
C6H5NH2 + 2C2H5OH -> C6H5N(C2H5)2 + 2H2O
Ngoài ra, chúng được sản xuất qua diethyl ete:
C6H5NH2 + (C2H5)2O  -> C6H5N(C2H5)2 + H2O
Nước được loại bỏ bằng cách đun nóng hoặc dùng chất hút nước như NaOH.

## Sử dụng
DEA được dùng để sản xuất màu xanh lá cây rực rỡ khi kết hợp với benzaldehyde ( DMA: Benzaldehyde = 2:1 theo tỷ lệ mol) .Sản phẩm của phản ứng tương tự xanh malachite. Khi xử lý với phosgene , người ta thu được Etyl tím, một chất tương tự của metyl tím .

## Ảnh hưởng
Tương tự DMA, DEA cũng là chất độc đối với cơ thể.